# Kuttolsheim
Kuttolsheim – miejscowość i gmina we Francji, w regionie Grand Est, w departamencie Dolny Ren.
Według danych na rok 1990 gminę zamieszkiwało 599 osób, 131 os./km².